# Longitarsus medvedevi
Longitarsus medvedevi är en skalbaggsart som beskrevs av Shapiro 1956. Longitarsus medvedevi ingår i släktet Longitarsus, och familjen bladbaggar. Enligt den svenska rödlistan är arten sårbar i Sverige. Arten förekommer på Öland. Artens livsmiljö är jordbrukslandskap.